# Timoraca meeki
Timoraca meeki är en fjärilsart som beskrevs av Rothschild 1917. Timoraca meeki ingår i släktet Timoraca och familjen tandspinnare. Inga underarter finns listade i Catalogue of Life.